# 宮ノ前 (伊丹市)
宮ノ前（みやのまえ）は、兵庫県伊丹市の地名。現行の行政地名は宮ノ前一丁目から宮ノ前四丁目。住居表示実施済み。2011年10月1日の伊丹市による推計人口は1,629人。郵便番号664-0895。

## 地理
旧伊丹郷町の北部に当たり「みやのまえ文化の郷」として文教地区が形成されている。
北で清水、東で北本町、南東で伊丹、南で中央、南西で西台、西で船原と接している。

## 歴史
旧川辺郡伊丹町大字伊丹の小字。1976年に住居表示を実施して独立した町丁となった。1984年に柿衞文庫が開館して以降、文教施設の整備が進められており2001年に複数の施設を総称してみやのまえ文化の郷と命名された。

### 地名の由来
猪名野神社の門前町であることに由来する。

## 交通
町内に鉄道は通っておらず、JR西日本福知山線伊丹駅もしくは阪急伊丹線伊丹駅が最寄駅となる。
町内の南側を県道334号線、東側を県道13号線が通っており、伊丹市バスでは2丁目の商工プラザ前に宮ノ前バス停を設置している。

## 施設
- 猪名野神社
- 金剛院
- みやのまえ文化の郷
  - 柿衞文庫
  - 伊丹市立美術館
  - 伊丹市立工芸センター
  - 伊丹市立伊丹郷町館（旧岡田家住宅・旧石橋家住宅・新町家）
  - 日本庭園
- 伊丹市立図書館 ことば蔵
- 伊丹市共同利用施設あじさいセンター
- 伊丹市立文化会館（いたみホール）
- アイフォニックホール
- 伊丹商工プラザ
  - 伊丹コミュニティ放送（ハッピーエフエムいたみ）